# Dors, mon amour
«Dors, mon amour» (en español: Duerme, mi amor) fue la canción ganadora del Festival de la Canción de Eurovisión 1958. Interpretada en francés por André Claveau y representando a Francia, fue la primera vez que una canción cantada por un hombre conseguía ganar el Festival.
La canción es una especie de nana del cantante a su amada a ritmo de vals. Le dice que duerma, mientras cavila sobre su amor y el poder de la noche.
La canción fue sucedida como ganadora del festival en 1959 por "Een beetje", interpretada por Teddy Scholten, representante de Países Bajos.